# Supakit Jinajai
Supakit Jinajai (thailändisch ศุภกิจ จินะใจ, * 6. Oktober 1979 in Chiangmai), auch als Pop (thailändisch ป๊อป) bekannt, ist ein ehemaliger thailändischer Fußballspieler.

## Karriere
Supakit Jinajai erlernte das Fußballspielen in der Collegemannschaft des Prince Royal's College in Chiangmai. Von 1998 bis 2003 stand er bei Chiangmai Calibre unter Vertrag. Im Juli 2003 wechselte er nach Singapur. Hier schloss er sich dem Sembawang Rangers FC an. Ende 2003 wurde der Verein, der in der ersten Liga des Landes, der Singapore Premier League, spielte, aufgelöst. Anfang 2004 kehrte er zu seinem ehemaligen Klub Chiangmai Calibre zurück. 2005 wechselte er nach Buriram zum PEA FC. Die Saison 2004/2005 wurde er mit 10 Toren Torschützenkönig. Mit dem Klub wurde er 2008 thailändischer Fußballmeister. 2010 bis 2011 wurde er an den Buriram FC ausgeliehen. Mit dem Klub, der in der dritten Liga, der Regional League Division 2, spielte, stieg er als Meister in die zweite Liga auf. Ein Jahr später schaffte er mit Buriram als Meister der zweiten Liga den Aufstieg in die erste Liga, der Thai Premier League. 2013 verließ er Buriram und wechselte zum Drittligisten Lamphun Warrior FC nach Lamphun. Nach der Hinserie wechselte er zur Rückserie zu seinem ehemaligen Verein Chiangmai FC (ehemals Chiangmai Calibre). Ende 2013 beendete er seine Laufbahn als Fußballspieler.

## Erfolge
PEA FC
- Thai Premier League: 2008

Buriram FC
- Regional League Division 2: 2010  ▲
- Thai Premier League Division 1: 2011  ▲

## Auszeichnungen
- Torschützenkönig

Thai Premier League: 2004/05